# Zohra Bensalem
Zohra Bensalem (ur. 5 kwietnia 1990 w Algierii) – algierska siatkarka grająca na pozycji przyjmującej.
Obecnie występuje w drużynie Groupement Sportif Pétroliers Algier.